# Oedura
Oedura és un gènere sauròpsids (rèptils) escatosos de la família dels diplodactílids endèmic d'Austràlia.

## Taxonomia
El gènere Oedura inclou les espècies següents:
- Oedura castelnaui
- Oedura coggeri
- Oedura filicipoda
- Oedura gemmata
- Oedura gracilis
- Oedura jacovae Cooper, Keim & Hoskin (2007)
- Oedura jowalbinna Hoskin & Higgie, 2008
- Oedura lesueurii
- Oedura marmorata
- Oedura monilis
- Oedura obscura
- Oedura ocellata
- Oedura reticulata
- Oedura rhombifer
- Oedura robusta
- Oedura tryoni